# Hussein Kamal
Pour les articles homonymes, voir Kamal.
Cet article concerne le sultan. Pour le cinéaste, voir Hussein Kamal (réalisateur).
Hussein Kamal Pacha (en arabe : السلطان حسين كامل باشى), né le 21 novembre 1853 au Caire et mort le 9 octobre 1917 dans la même ville, est un sultan égyptien qui régna de 1914 à 1917, après la restauration du sultanat d’Égypte sous protectorat britannique. Proclamé par les Britanniques pendant la Première Guerre mondiale, il a peu de pouvoir réel.

## Biographie

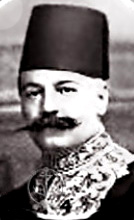
(1863–1928)

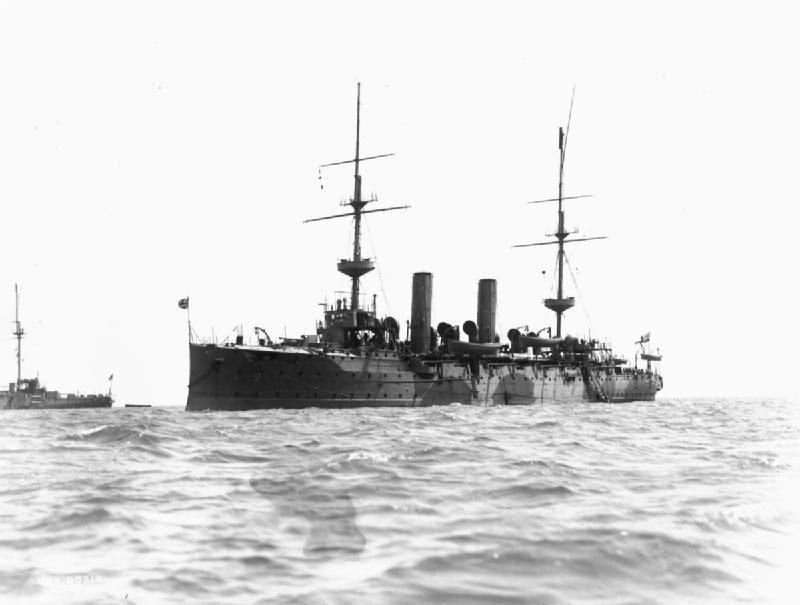
Le croiseur HMS Doris, une des unités engagées dans la défense du canal de Suez en 1915.

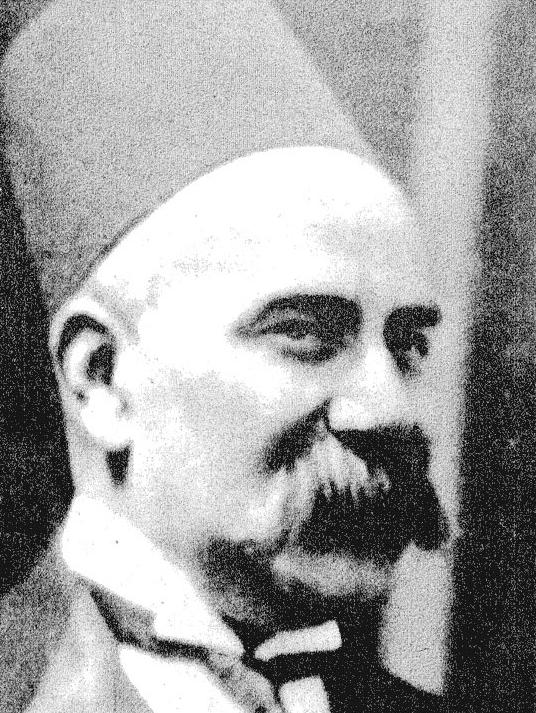
Le prince (1874-1932)

Second fils du khédive Ismaïl Pacha, de la dynastie de Méhémet Ali, il est désigné comme directeur du service des travaux publics, où il dirige la construction du chemin de fer du Caire à Helwan, puis de l'administration de la guerre. En 1878, quand Ismaïl est exilé, Hussein Kamal l'accompagne pendant 3 ans puis revient en Égypte pour s'occuper des domaines familiaux. Il est aussi membre du conseil de plusieurs entreprises égyptiennes et étrangères et fonde la première foire agricole. Il se montre soucieux du sort des paysans égyptiens. Brièvement  président de l’Assemblée législative en 1909-1910, il est aussi membre de la Société musulmane pour la non-violence et s'oppose au parti nationaliste.
L'Égypte des khédives restait nominalement vassale de l'Empire ottoman même si, depuis 1879, elle était de fait sous la tutelle de l'administration britannique en Égypte. L'entrée de l'Empire ottoman dans la Première Guerre mondiale, en 1914, amène l'Empire britannique à resserrer son emprise sur l'Égypte et à évincer le khédive Abbas II Hilmi, neveu de Hussein Kamal, qui se réfugie à Constantinople. Le 5 août 1914, sous la pression des Britanniques, le premier ministre 
Hussein Rouchdi Pacha (en) doit rompre toute relation avec les empires centraux. Le canal de Suez est occupé par l'armée coloniale britannique en violation de la neutralité garantie par les traités internationaux. Le 18 octobre, l'Assemblée législative est suspendue pour deux mois. Le 20 octobre, un décret interdit aux Égyptiens tout rassemblement de plus de 4 personnes. Le 2 novembre 1914, le général John Maxwell, gouverneur militaire de l'Égypte, proclame la loi martiale. Des milliers d'opposants nationalistes, intellectuels, enseignants, médecins, étudiants, officiers, sont internés dans des camps et des oasis ou envoyés en exil à Malte. Le 19 décembre 1914, Hussein Kamal est proclamé sultan d'Égypte, mettant fin à quatre siècles d'Égypte ottomane (province d’Égypte).
Malgré le mécontentement latent des habitants, l’Égypte  sert de base arrière à la Force expéditionnaire britannique pendant la campagne du Sinaï et de la Palestine. Le sultan Hussein Kamal survit à deux tentatives d'assassinat. Après celle de mai 1917, il prépare sa succession et songe à léguer le trône à son seul fils, le prince Kamal el Dine Hussein (en), élevé à l'Académie militaire thérésienne en Autriche-Hongrie et chef de l'armée égyptienne jusqu'en 1914. Mais le haut-commissaire britannique Henry McMahon est plus favorable à la désignation de son cousin Ahmed Fouad tandis que le prince Kamal el Dine est sensible à l'influence de sa femme Nimet Allah qui considère la déposition d'Abbas II Hilmi comme illégitime. Le 21 septembre 1917, Kamal el Dine renonce formellement à la succession et lorsque Hussein Kamal meurt de mort naturelle le 9 octobre 1917, c'est Ahmed Fouad qui devient sultan sous le nom de Fouad Ier.

## Décorations étrangères

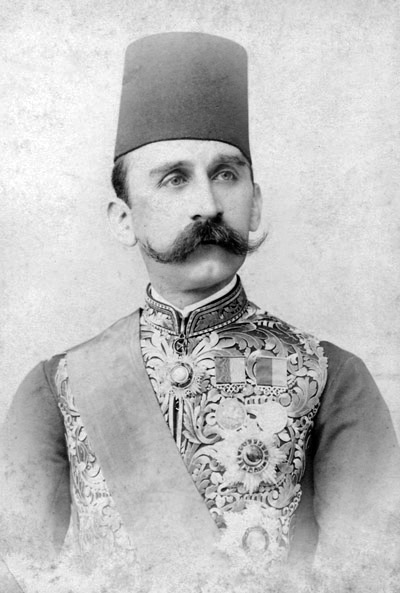
Portrait officiel du sultan Hussein Kamal Pacha.

- Chevalier grand-croix de l'ordre de François-Joseph (Monarchie austro-hongroise)
- Grand-croix de l'ordre de Léopold II (Belgique)
- Grand cordon de l'ordre de Salomon (Empire éthiopien)
- Grand cordon de l'ordre de l'Osmaniye (Empire ottoman)
- Grand cordon de l'ordre du Médjidié (Empire ottoman)
- Chevalier de l’ordre de l'Éléphant (Danemark)
- Grand-croix de la Légion d'honneur (France)[2]
- Grand-croix de l’ordre du Rédempteur (royaume de Grèce)
- Grand-croix de l'ordre de la Couronne d'Italie (royaume d'Italie)
- Grand-croix de l'ordre royal des Saints-Maurice-et-Lazare (royaume d'Italie)
- Grand-croix de l'ordre de la Couronne (royaume de Roumanie)
- Chevalier commandeur de l'ordre du Bain (Royaume-Uni)
- Grand-croix de l'ordre de l'Épée (Suède)